# ナーゲーシュ
ナーゲーシュ（Nagesh、1933年9月27日 - 2009年1月31日）は、インドのタミル語映画で活動した俳優。1958年から2008年にかけてタミル語映画を中心にテルグ語映画、カンナダ語映画、マラヤーラム語映画、ヒンディー語映画など1000本以上の映画に出演した。主にコメディ俳優として知られ、その演技スタイルはジェリー・ルイスに強い影響を受けており、「インドのジェリー・ルイス（Jerry Lewis of India）」と称されている。また、コメディ俳優として完成された演技力から「コメディの王様（King of Comedy）」とも称されている。
全盛期にはM・G・ラーマチャンドラン、シヴァージ・ガネーサンの作品に頻繁に起用され、キャリアを通して3世代にわたるタミル語映画の主演俳優（M・G・ラーマチャンドラン、シヴァージ・ガネーサン、カマル・ハーサン、ラジニカーント、ヴィジャイ、アジット・クマール、シランバラサン）と共演している。

## 生涯

### 生い立ち
カンナダ人ヒンドゥー教徒クリシュナン・ラーオとルクマニ・アンマル夫妻の家庭に生まれ、「チェユル・クリシュナ・ナーゲーシュワラン（Cheyur Krishna Nageshwaran）」と名付けられた。ナーゲーシュはダーラプラムの学校を卒業後にマドラスに移住し、ヴァーリ、シュリカーントとルームシェアしながら、インド鉄道の事務員として働き始める。

### キャリア
インド鉄道の同僚たちが出演した演劇『Kamba Ramayanam』を鑑賞したナーゲーシュは「自分ならもっと上手く演じられる」と感じ、鉄道文化協会の幹部に直談判して「胃痛に苦しむ男」の役をもらい演劇に出演し、主賓として招待されていたM・G・ラーマチャンドランから演技を絶賛された。これをきっかけに、ナーゲーシュは複数の劇団で端役をもらい演劇活動に参加するようになった。
1958年に映画プロデューサーのバーラージーに起用され『Manamulla Marudhaaram』に端役として出演したが、興行成績は振るわなかった。1961年に出演した『Thayilla Pillai』で批評家から演技を高く評価され、1962年には『Nenjil Or Aalayam』でタミル語映画でのキャリアをスタートさせた。1964年にはK・バーラチャンダルの戯曲を原作としたクリシュナン＝パンジュの『Server Sundaram』で主演に起用され、生活費を稼ぐために奮闘するレストランの給仕スンダラム役を演じて高い評価を得た。同作のヒットによりナーゲーシュのキャリアは大きな転機を迎え、彼とK・バーラチャンダルがコンビを組んだ作品はたびたびヒットを記録している。
『Server Sundaram』の成功後、ナーゲーシュは1960年代において最も人気のある俳優の一人となり、最盛期には1年に35本の映画に出演し、時には6本の映画の撮影を同時にこなしたこともあった。1965年に出演した『Thiruvilaiyadal』では貧しくも純朴な僧侶ダルミ役を演じ、彼が寺院の境内で物思いにふけるシーンはタミル語映画史の中で最も有名なシーンの一つに挙げられている。その後は助演俳優として『Kadhalikka Neramillai』『Anbe Vaa』『Shanthi Nilayam』『Pattanathil Bhootham』『Vietnam Veedu』『Major Chandrakanth』『Thillana Mohanambal』などに出演し、1967年には『Farz』でヒンディー語映画デビューした。1960年代から1970年代にかけては『Thaali Bagyam』『Vettaikaran』『En Kadamai』『Kanni Thai』『Thayin Madiyil』『Kadhal Vaganam』『Chandrodhyam』『Anbe Vaa』『Padagotti』『Panathotaam』『Kaavalkaran』『Kadhal Vagahnam』『Vivasaaye』『Thaikku Thalaimagan』『Ther Thiruvizha』『Thanippiravi』『Thazhampoo』『Thozhilali』などでマノーラマーと共演した。
1990年に『Michael Madana Kama Rajan』でカマル・ハーサンと共演し、主人の遺産を盗み取ろうとする秘書アヴィナシ役を演じたが、ナーゲーシュは役柄に不満を抱いてカマル・ハーサンとたびたび口論になっていたという。その一方、カマル・ハーサンとはキャリアを通じて良好な関係を維持し、1975年から2000年代にかけて様々な映画で共演した。また、カマル・ハーサンも自身が製作を手掛けた作品の大半でナーゲーシュを起用している。1990年代から2000年代にかけて『Poove Unakkaga』『Rhythm』『Tholi Prema』『Minnale』『Poovellam Un Vaasam』『Kaadhal Kondein』『Bose』『Saravana』『Vasool Raja MBBS』などに助演俳優として出演し、ヴィジャイ、アルジュン・サルジャー、パワン・カリヤーン、R・マーダヴァン、アジット・クマール、シュリーカーント、シランバラサンなどと共演した。晩年の代表作には『Panchatanthiram』『Vasool Raja MBBS』『Imsai Arasan 23rd Pulikecei』があり、2008年に出演した『Dasavathaaram』が遺作となった。2014年のアニメ映画『Kochadaiiyaan』には、3Dモデルでナーゲーシュの外見を再現したキャラクターが登場している。

### 死去
ナーゲーシュはヘビースモーカーで飲酒を好んでいたが、1978年から1982年にかけて大病を患ったことをきっかけにこれらを控えるようになった。2008年後半に心臓病を患い、さらに同年11月に自宅で転倒して頭部に重傷を負ったことで健康状態は悪化した。その後、2009年1月31日に糖尿病と心臓病により死去した。

## 受賞歴

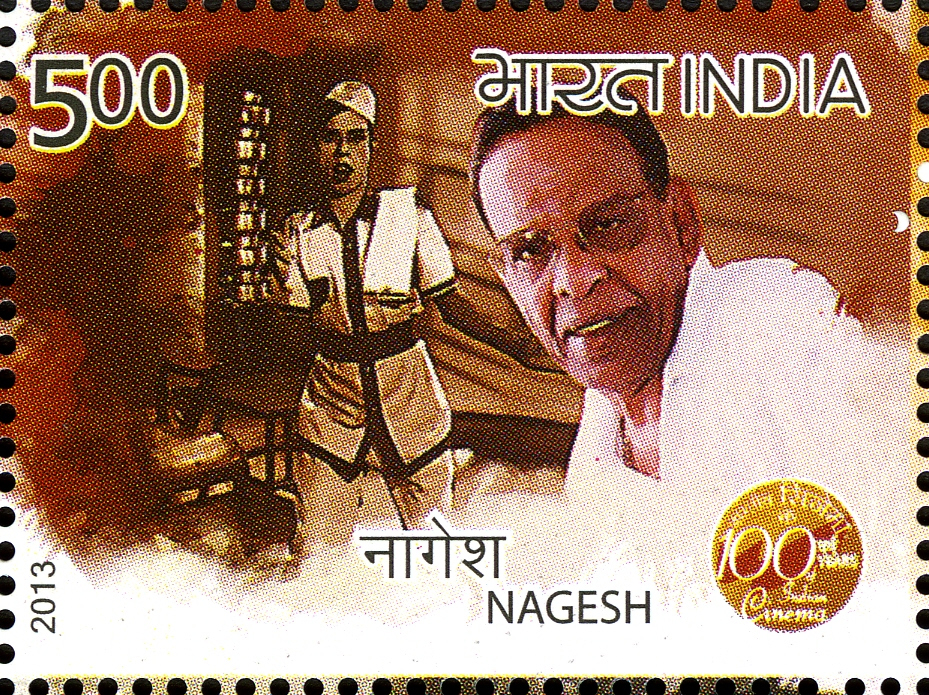
2013年に発行されたナーゲーシュの記念切手

| 年                                | 部門             | 作品         | 結果   | 出典   |
| 栄誉賞                            | 栄誉賞           | 栄誉賞       | 栄誉賞 | 栄誉賞 |
| --------------------------------- | ---------------- | ------------ | ------ | ------ |
| 1974年                            | カライマーマニ賞 | N/A          | 受賞   | [ 31 ] |
| 国家映画賞                        |                  |              |        |        |
| 1995年                            | 助演男優賞       | 『Nammavar』 | 受賞   | [ 32 ] |
| フィルムフェア賞 南インド映画部門 |                  |              |        |        |
| 1996年                            | 生涯功労賞       | N/A          | 受賞   | [ 33 ] |
| タミル・ナードゥ州映画賞          |                  |              |        |        |
| 1994年                            | 特別賞           | 『Nammavar』 | 受賞   | [ 34 ] |